# Шеро (Лоара)
Шеро (фр. Cherreau) је насељено место у Француској у региону Лоара, у департману Сарт.
По подацима из 2011. године у општини је живело 881 становника, а густина насељености је износила 77,96 становника/km².

## Демографија
| 1962. | 1968. | 1975. | 1982. | 1990. | 2011. |
| ----- | ----- | ----- | ----- | ----- | ----- |
| 327   | 372   | 552   | 558   | 694   | 881   |